# 格林菲爾德森特 (紐約州)
格林菲爾德森特（英語：Greenfield Center）是位於美國紐約州薩拉托加縣的非建制地區。

## 歷史
格林菲爾德森特的郵局自1831年營運至今。

## 地理
格林菲爾德森特所處的海拔為高於海平面209米（即686英呎），而該地所採用的時區為UTC-5，即北美东部时区（EST）。同時該地設有夏令時間，為UTC-5調快一小時，即UTC-4（EDT）。